# Césarine Le Floc'h-Rosenberg
Césarine Le Floc'h-Rosenberg, née le 12 mars 1911, morte le 28 novembre 1991, est une résistante bretonne ayant sauvé deux jeunes juives pendant la Seconde Guerre mondiale. Elle est reconnue Juste parmi les nations par Yad Vashem à titre posthume en 2014, en même temps que Francine Jégou-Girot.

## Biographie
Maria Césarine Le Floc'h ou Le Floch naît le 12 mars 1911 à Glomel dans les Côtes-du-Nord,. Elle épouse Julien Rosenberg ou Rosemberg, un fourreur parisien juif.
Pendant l'occupation allemande de la France, son mari Julien Rosenberg, dénoncé et arrêté, est déporté en février 1943 à Auschwitz où il est tué.
Dans leur immeuble à Paris vivent Mme Rosenbaum et ses deux petites filles qui se trouvent en danger du fait des lois raciales.
Césarine Rosenberg s'était réfugiée en Bretagne dans sa maison de Rostrenen. Mais elle propose son aide à Mme Rosenbaum et retourne à Paris chercher les deux enfants, Liliane et Fryda Rosebaum, puis les ramène à Rostrenen. Elle suscite un réseau de solidarité autour des deux petites filles,.
Sa voisine Francine Girot est résistante et tient une « boîte aux lettres » pour la résistance locale ; elle prend en charge une des deux filles, Liliane dite Lili Rosenbaum. Elle fait inscrire les deux filles à l'école sous le faux nom de Roses ; la directrice de l'école, Madame Le Goff, est également dans le secret et veille sur les deux petites filles,.
Après la guerre, Abe Rosenbaum vient à Rostrenen chercher ses deux petites sœurs et les ramène à Paris, où elle retrouvent leur autre frère et leur mère qui doit élever seule ses quatre enfants.
Césarine Le Floc'h-Rosenberg meurt à Carhaix dans le Finistère le 28 novembre 1991.

## Reconnaissance
Césarine Le Floc'h-Rosenberg est reconnue Juste parmi les nations par le Yad Vashem le 19 août 2014.
La cérémonie de reconnaissance a lieu le 17 janvier 2016 à Rostrenen,,.
Une stèle commémorative est élevée à sa mémoire et à celle de Francine Girot, à Rostrenen, et inaugurée le 8 novembre 2019.